# Deportazioni di Gorizia

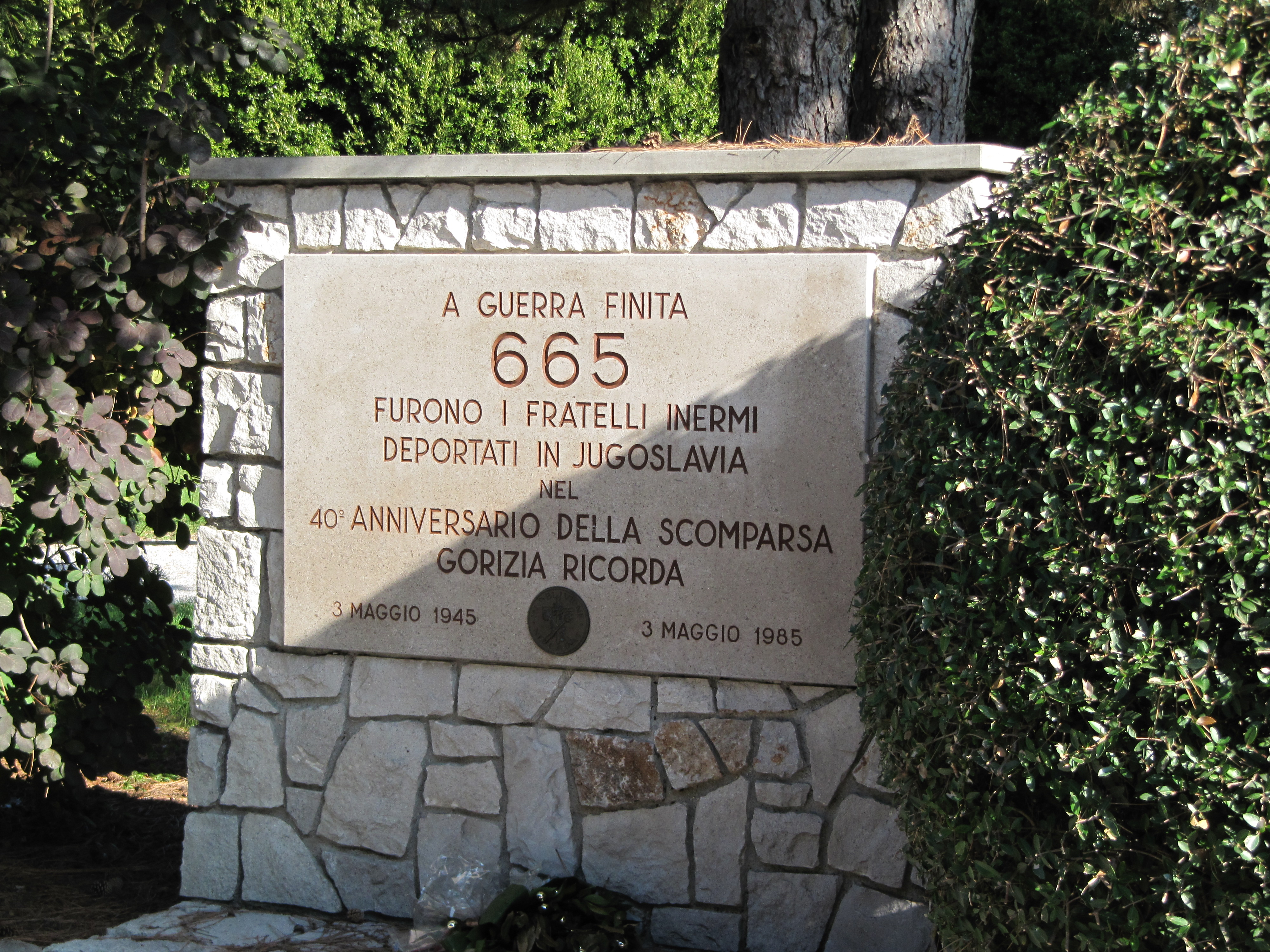
Parte del monumento dedicato agli italiani deportati e poi assassinati presente nel parco della rimembranza di Gorizia

Le deportazioni di Gorizia seguirono l'occupazione militare della città da parte dei partigiani del IX Korpus sloveno toccando l'apice fra il 2 e il 20 maggio 1945 a seconda guerra mondiale conclusa. Si contarono 332 scomparsi, dei quali 182 civili e 150 militari, nel goriziano, dato arrivato a 665 persone a disamina storica conclusa. La maggior parte dei deportati fu trucidato in varie parti della Jugoslavia, in particolare a Lubiana, oppure trasportata verso l'interno della Jugoslavia.

## Storia
La città di Gorizia fu uno dei punti nevralgici del secolare conflitto fra popoli confinanti, in una lunga fascia geografica che andava dalla Carinzia (contesa fra sloveni e austriaci) fino alla Dalmazia (contesa fra italiani e croati). Gorizia - all'epoca città multietnica a maggioranza italiana - fu assegnata all'Italia alla fine della grande guerra, assieme a un ampio territorio ad est/nordest, massicciamente abitato da sloveni e costituì quindi negli ultimi mesi della seconda guerra mondiale - assieme a Trieste - uno dei principali obiettivi per l'esercito jugoslavo, che intendeva reclamare l'intera Venezia Giulia al tavolo della pace. Tito voleva anticipare l'avanzata da ovest delle truppe alleate, ponendole di fronte al fatto compiuto.
Il grosso delle forze tedesche - comprendenti anche reparti collaborazionisti serbi (cetnici) e sloveni (belagardisti e domobranci) - abbandonò Gorizia entro il 29 aprile del 1945, con qualche sporadico combattimento fra partigiani italiani e retroguardie tedesche. Il CLN locale lo stesso giorno abbozzò un primo governo cittadino. I primi reparti jugoslavi si avvicinarono alla periferia il 1º maggio 1945, ma la città fu occupata completamente il giorno successivo, dando inizio a un periodo di governo militare jugoslavo durato circa quaranta giorni.

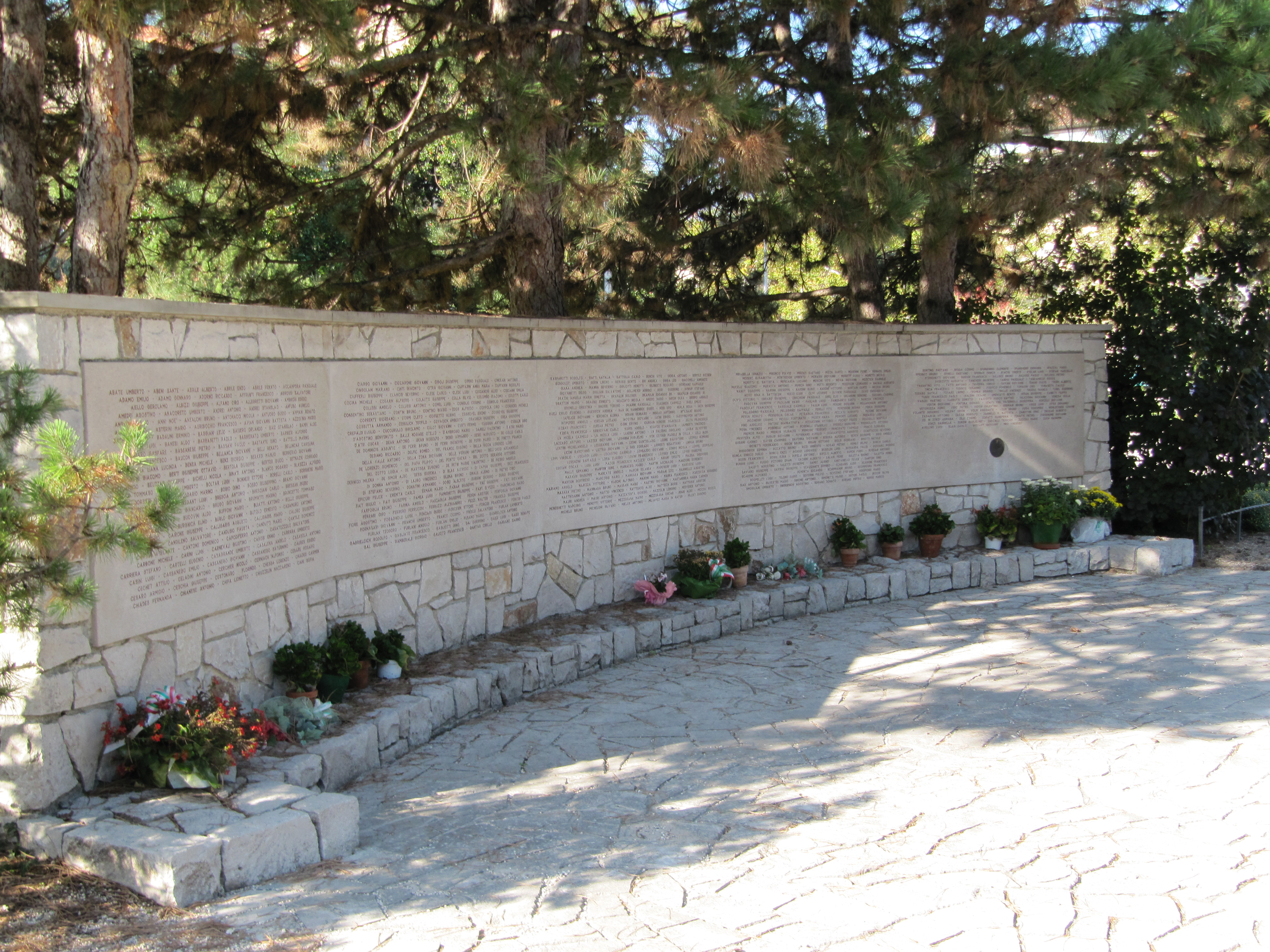
Monumento ai deportati nel parco della rimembranza di Gorizia

Fin dai primissimi giorni di occupazione, i partigiani jugoslavi guidati dal comandante sloveno Franco Pregelj iniziarono un'opera di epurazione non solo degli elementi considerati collusi col precedente regime, ma anche di persone espressamente o anche solo potenzialmente contrarie all'annessione della città alla Jugoslavia. Tale epurazione, che toccò l'apice fra il 2 e il 20 maggio 1945 a seconda guerra mondiale conclusa, in qualche caso si risolveva semplicemente coll'allontanamento da una carica o da un posto di lavoro, ma in molti casi con un vero e proprio rastrellamento e la deportazione. Un certo numero di persone venne soppresso immediatamente.
Le stesse fonti jugoslave segnalano svariati casi di arbitrarietà dell'uso della forza, citando arresti senza motivo, omicidi indiscriminati e perfino saccheggi di beni e denaro. Si contarono 332 scomparsi, dei quali 182 civili e 150 militari, nel goriziano, dato arrivato a 665 persone a disamina storica conclusa.
Il tema dei deportati goriziani e della loro sorte rimase per decenni al di fuori dell'ambito storiografico, fonte invece di ricorrenti querelle polemiche a livello locale. Negli anni immediatamente precedenti e successivi al trattato di pace dell'Italia (1947) il destino di Gorizia causò delle forti frizioni fra Italia e Jugoslavia, e il confine italo-jugoslavo a Gorizia e negli immediati dintorni divenne anche il luogo di scambio fra varie categorie di prigionieri italiani rimasti in Jugoslavia da una parte e i partigiani filo-jugoslavi incarcerati in Italia dall'altra.
Solo successivamente - grazie anche al miglioramento col tempo dei rapporti fra l'Italia e la Slovenia, che ha favorito anche l'approfondimento delle conoscenze fra gli storici, oltre alla parziale apertura degli archivi - si è potuto stabilire che la gran parte dei deportati di Gorizia venne trasportata verso l'interno della Jugoslavia, in massima parte nelle carceri di Lubiana, ove una grande percentuale trovò la morte o per soppressione o in seguito a malattie, dovute in certi casi alle carenti situazioni igienico-sanitarie dei luoghi di detenzione.

## Monumenti
Nel 1985 la città di Gorizia nel 40º anniversario ha dedicato a questo tragico episodio un monumento collocato all'interno del Parco della Rimembranza dove sono elencati i nomi di 665 persone deportate e uccise dagli jugoslavi a guerra già conclusa.